# Prager Tagblatt

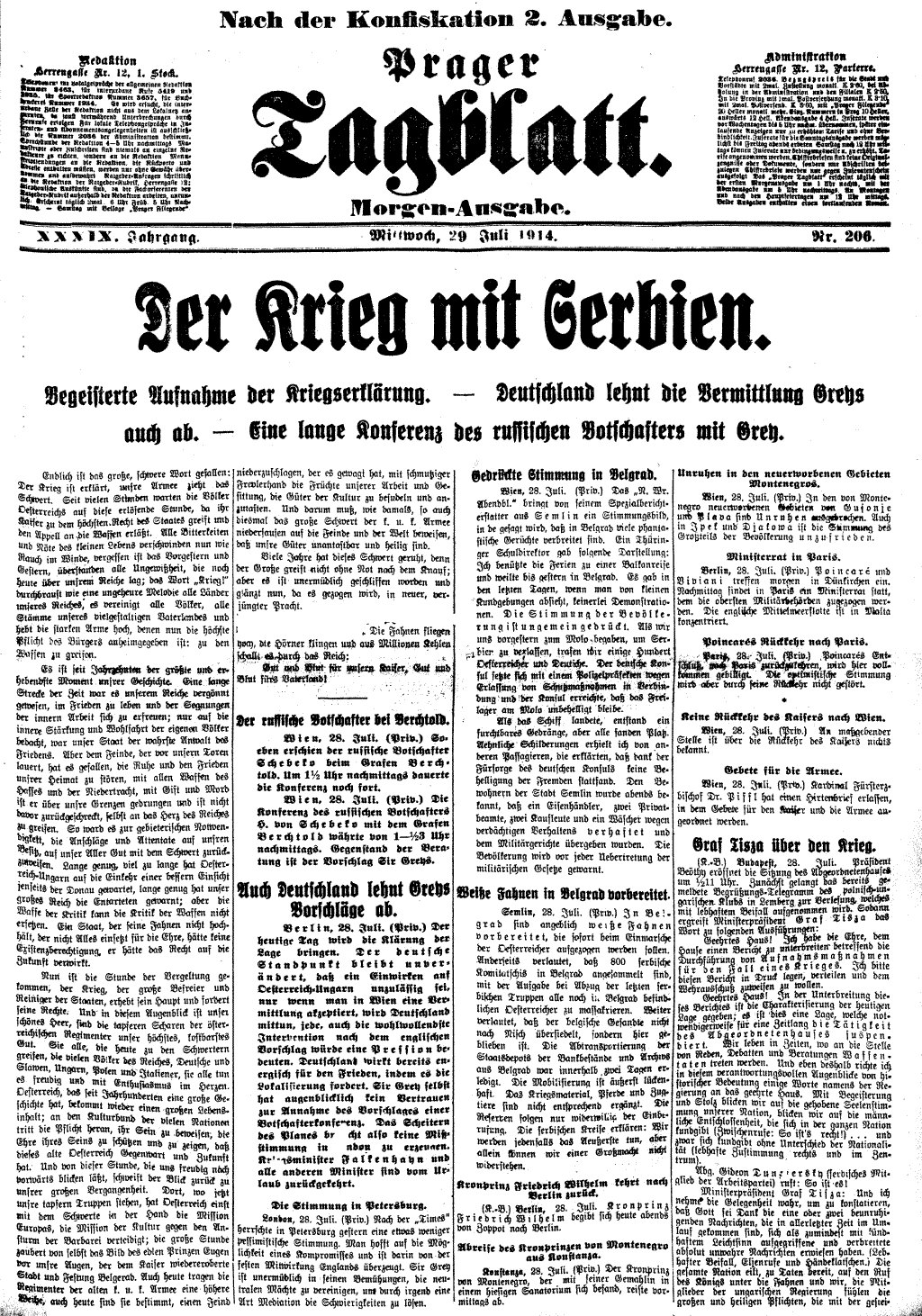
Titelseite des Prager Tagblatt vom 29. Juli 1914, Morgenausgabe

Das Prager Tagblatt war eine deutschsprachige Tageszeitung, die von 1876 bis 1939 ununterbrochen in Prag erschien. Egon Erwin Kisch und Friedrich Torberg waren eine Zeitlang Redakteure der Zeitung, Torberg widmet dem Blatt auch ein Kapitel seines Buchs Die Tante Jolesch. Weitere berühmte Mitarbeiter waren Alfred Polgar, Hans Habe, Roda Roda, Johannes Urzidil und Max Brod, der später den Roman Rebellische Herzen über seine Zeit beim Tagblatt schrieb. Joseph Roth und Sandor Marai etablierten sich hier als junge, talentierte Journalisten.

## Geschichte
Das Prager Tagblatt war die größte liberal-demokratische deutschsprachige Tageszeitung Böhmens (bis 1918) und der Tschechoslowakei (von 1918 bis 1939) und galt zu seiner Zeit als eine der besten deutschsprachigen Tageszeitungen. Es erschien mehrmals täglich (montags in eingeschränktem Umfang), ab Ende des Ersten Weltkrieges 1918 erschien sie nur noch einmal täglich außer montags. Als Nachfolgerin sieht sich die 1991 gegründete, seit 2017 online erscheinende Prager Zeitung.

### Gründung
Nach anfänglichen Verzögerungen 1876 kam im Dezember die regelmäßige Auslieferung des von Heinrich Mercy (Herausgeber) und Julius Gundling (verantwortlicher Redakteur) gegründeten Tagblattes in Gang. In den 1870er Jahren erschien es auf nur acht bis zehn kleinen Seiten einmal täglich, die Sonntagsbeilage gab es noch nicht, und nur wenige Mitarbeiter lieferten Berichte und Feuilletons. Doch der humoristische Ton des politischen Teils und die gute Berichterstattung ließen das Blatt schon in den ersten Monaten zu einem Überraschungserfolg werden. Verblüfft und stolz schrieb Mercy bereits am 1. April 1877: „Es ist dem Tagblatt geglückt, sich einen nach vielen Tausenden zählenden Lesekreis zu sichern, eine Verbreitung zu gewinnen, wie sie kein anderes Journal in so kurzer Zeit erzielt hat.“
Die Haltung des Blattes war zunächst „freisinnig“, d. h. liberal, und ausgesprochen bismarckfeindlich, allerdings lehnte es auch Sozialdemokratie und Katholizismus scharf ab. Es versuchte, nationale Aggression zu vermeiden und setzte sich für eine Verständigung mit den Tschechen ein.

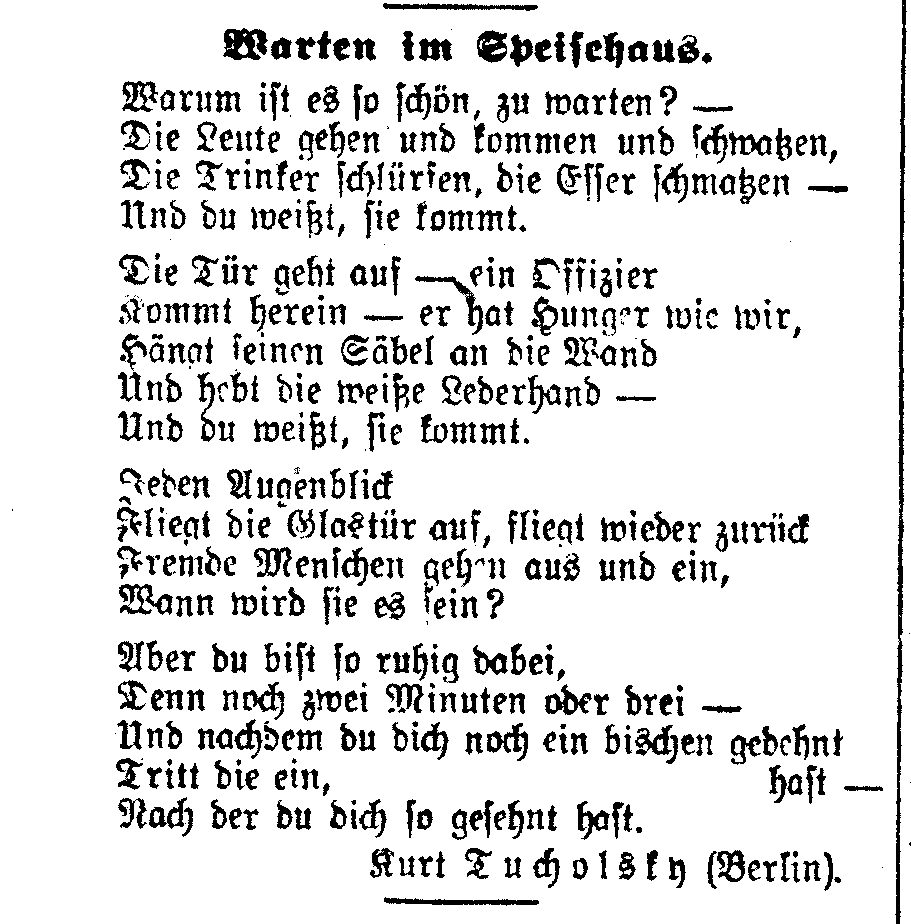
Warten im Speisehaus, Prager Tagblatt vom 4. April 1912

Im Ersten Weltkrieg stimmte das Blatt zwar in den Tenor der allgemeinen Kriegspropaganda mit ein, fiel aber häufig mit kritischen Bemerkungen der Zensur zum Opfer und bemühte sich, auf das Leiden der Zivilbevölkerung aufmerksam zu machen. Der feuilletonistische Anteil ging zwar zurück, blieb aber qualitätsvoll (Artikel z. B. von Anton Kuh und Berthold Viertel).
Der Historiker Pavel Doležal bezeichnet die Zeitung denn auch als „deutschsprachiges Blatt mit übernationalem Geist“. Zwischen deutschem und tschechischem Nationalismus vertrat die Zeitung eine vermittelnd liberale Position.

### Die Literarisierung des Prager Tagblatts

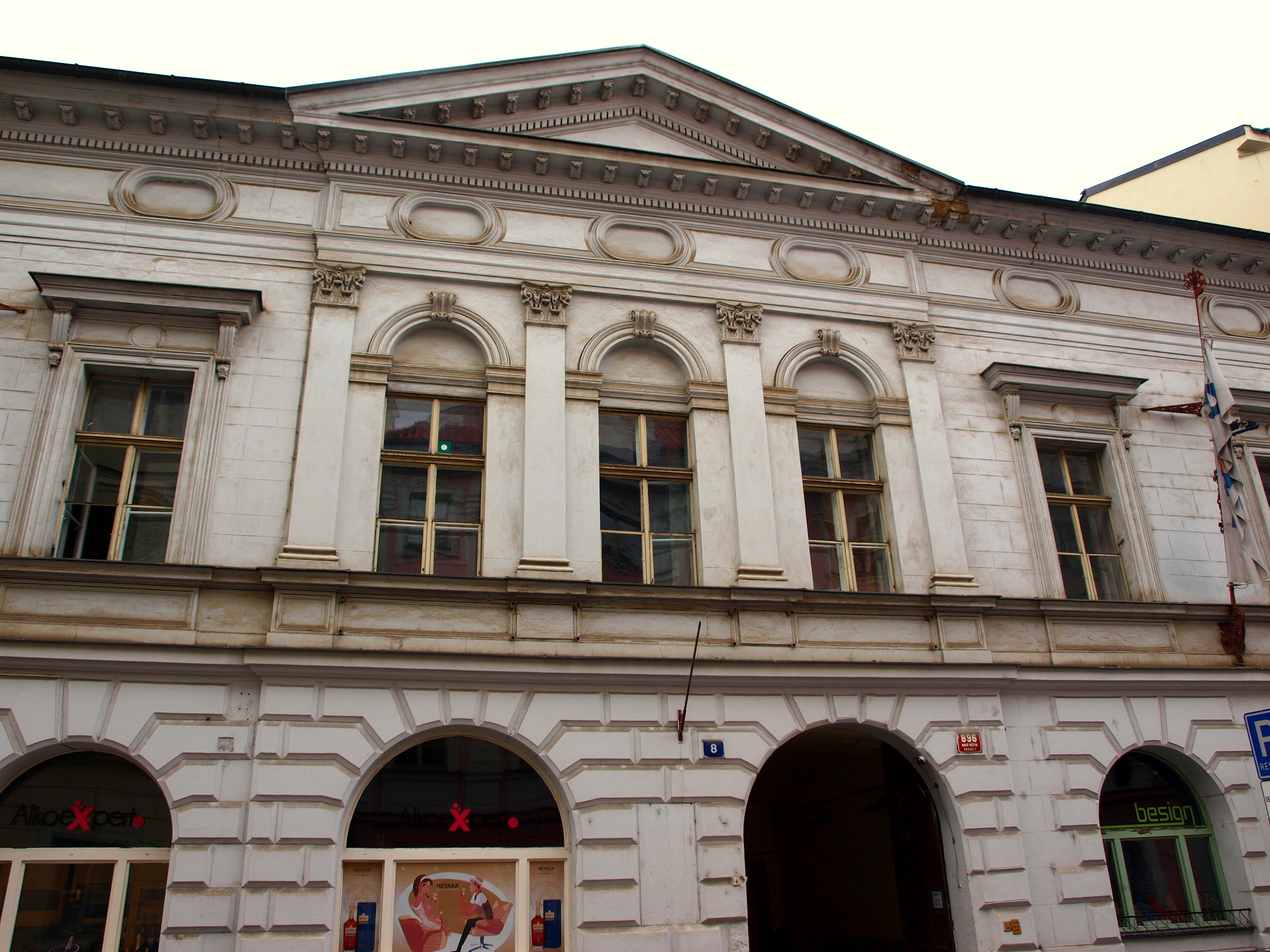
Zentrale des Prager Tagblatts im Palais Millesimo, Herrengasse (Pánská), Prager Neustadt

Aus heutiger Sicht besticht die Zeitung vor allem noch durch ihren sicheren Instinkt, Feuilleton-Talente betreffend. Unter dem jüdischen Theaterkritiker Heinrich Teweles als Chefredakteur entwickelte sich das Tageblatt seit der Jahrhundertwende zu einer Mischung aus gut arrangiertem europäischen Feuilleton-Digest (Star-Übersetzerin Hermynia zur Mühlen übertrug hier englischsprachige Texte) und eigenständiger Essay-Spitzenzeitung.
Das Prager Tagblatt stand mit seiner liberal-demokratischen Ausrichtung der neugegründeten Tschechoslowakischen Republik mit ihrem Präsidenten Tomáš Garrigue Masaryk loyal gegenüber. Unter den günstigen politischen und wirtschaftlichen Verhältnissen der Zwischenkriegszeit erreichte die Qualität der Zeitung einen absoluten Höhepunkt. Kaum eine Nummer der 1920er und 1930er Jahre erschien ohne mindestens ein glänzendes Feuilleton. Wer nicht direkt fürs Blatt gewonnen werden konnte, wurde nachgedruckt, besonders gern bekannte Autoren wie Kurt Tucholsky oder Robert Walser.
Legendär war die Sonntags-Ausgabe, die den besten und talentiertesten Feuilletonisten vorbehalten war und auch eine zwei- bis dreiseitige „Unterhaltungsbeilage“ brachte, in der fiktionale Prosa, Mode- und Buchbesprechungen ihren Platz hatten. Ab Mitte der 1920er Jahre gaben in der Beilage verstärkt Frauen den Ton an, unter anderem die junge Dinah Nelken.
War der Prozess der Literarisierung auch anderen Zeitungen der zwanziger Jahre anzumerken, fällt die allmähliche Verschiebung vom sachlichen Bericht zur literarischen Bearbeitung des Beobachteten hier besonders auf. Nicht zufällig hat Egon Erwin Kisch, der Erfinder der literarischen Reportage, in den frühen Zwanzigern die Zeitung stark beeinflusst. Sicher trug auch das Klima der Literaturstadt Prag zu dem seltsam novellistisch-ironischen Tonfall der Zeitung bei, der spätestens ab 1925 auch auf die prosaischen Rubriken übergreift. Der vermischte Teil wird durch oft anonyme Glossen ergänzt oder mit Kürzeln gezeichnet, Lokalnachrichten waren mit sonderbaren Aphorismen durchsetzt oder wurden zu kleinen Prosaskizzen umgeformt. Außerdem werden ausländische Reportagen von gefährlichen Expeditionen oder unterhaltsamen Reisen als Fortsetzung in den Politikteil geschaltet. Großen Einfluss auf diese Entwicklung dürfte der Satiriker und Essayist Robert Scheu gehabt haben, von dem wohl viele der anonymen Artikel stammen. Einige besonders gelungene davon zeichnet er immerhin mit seinem Nachnamen.
Gerühmt wurde von den Zeitgenossen auch die Musikkritik im Prager Tagblatt, von renommierten Literaturexperten wurde sie mit den Theaterkritiken der Weltbühne verglichen.

### Zufluchtsort für Exilschriftsteller und Ende
Ab 1933 wurde das Blatt (als eine der wenigen nicht unmittelbar vom Nationalsozialismus bedrohten deutschsprachigen Zeitungen von Weltformat) ein Publikationsorgan für emigrierte oder verfolgte deutsche Schriftsteller. Berühmte Autoren wie Gabriele Tergit und Ossip Kalenter schrieben nun verstärkt für die Zeitung.
Unmittelbar nach dem Einmarsch und der Errichtung des Protektorats Böhmen und Mähren durch Nazideutschland wurde das Erscheinen des Prager Tagblatts eingestellt. Die letzte Nummer erschien am 4. April 1939, bereits am Folgetag nahm Der Neue Tag als nationalsozialistisch linientreue Zeitung den Betrieb in den Räumlichkeiten des Prager Tagblatts auf.

## Feuilletonistische Rubriken
Wochentag
- Linke Spalte der Seite eins: Kommentar zu tagespolitischen Ereignissen
- Unter dem Strich der Seite zwei oder drei: Das Haupt-Feuilleton, meist geschrieben von einem Autor hohen Rangs oder einem Stamm-Autor des Blattes; Tages-Bezug war hier nicht die Regel. Oft fasste man hier auch mehrere Feuilletons zusammen; der Text lief auf Seite 4 unterm Strich weiter. Der Strich wurde 1933 aufgegeben.
- Vom Tage: Zunächst in Monarchie-Zeiten eher sachliche Replik, dann immer mehr feuilletonistischer Charakter. Hier war Platz für die Glosse oder eine witzige Replik einer ähnlich gesinnten Zeitschrift, wie dem Berliner Tageblatt, der Weltbühne oder dem Tage-Buch.
- Gerichtszeitung: Hier berichtete das Blatt, wie damals üblich, über die Prager Skandale im Gerichtssaal. Hauptberichterstatter war ein Autor, der mit „-ei“ zeichnete, wobei es sich um Ernst Feigl handelte. Seltener wurde über Prozesse in Berlin oder Wien berichtet; die internationalen Schauprozesse tauchten hier nicht auf und wurden gesondert besprochen (Scopes-Prozess in Amerika 1925, Stalins Schau-Prozesse etc.)
- Bühne und Kunst: Neben vermischten Nachrichten aus der Theaterwelt fand sich hier die aktuelle Theater-, Oper- oder Konzertkritik. Hauptrezensenten für Prag waren u. a. Heinrich Teweles und später Ernst Rychnowsky (zeichnet meist mit E. R.) Fritz Lehmann referierte hier über Architektur. Höhepunkte der Rubrik waren die regelmäßigen Theaterkritiken von Alfred Polgar (manchmal auch nur mit a.p. gezeichnet) Berichte aus Berlin und Wien waren hier nicht selten.
- Kleine Zeitung: Eine Rubrik für alles Mögliche, vermutlich die Ausweichstelle für schwer Einzuordnendes. Hier fanden sich Artikel, die genauso gut in andere Rubriken gepasst hätten.
- Fortsetzungsroman: Befand sich meist auf der vorletzten Seite, im Anzeigenteil, in den ersten Jahren allerdings mit dem Feuilletonteil vermischt, oft schon auf Seite 1. Sechs bis zwölf Romane brachte die Zeitung pro Jahr, mitunter mehrere gleichzeitig. Die Auswahl war recht bizarr und setzt sich eigenartig vom sonst so außergewöhnlich guten Geschmack der Redaktion ab. Trotzdem tauchten neben längst vergessenen Romanen auch hin und wieder Meisterwerke, etwa von Jerome K. Jerome, Vicky Baum, Roda Roda, Max Brod oder von Thomas Mann (Der Zauberberg – Vorabdruck), auf. Die Illustrationen – eine Attraktion des Tagblatts – stammten nicht aus den Büchern, sondern wurden speziell für die Fortsetzungen angefertigt.
- Cartoons: Ab Ende der 1920er Jahre wurden in die Ausgaben verstärkt Karikaturen und Witzzeichnungen eingefügt, die meist aus international bekannten Satireblättern stammten. Ein kleiner Teil wurde original fürs „Tagblatt“ gezeichnet. Bemerkenswert ist, dass der Star-Zeichner des Simplicissimus Thomas Theodor Heine hier nach seiner Emigration 1933 zeitweise viele Originalzeichnungen beisteuerte.

Sonntagsausgabe
Obige Rubriken gab es auch am Sonntag, doch bemühte man sich, einige Feuilletons mehr als in der Woche ohne spezielle Rubrizierung in der Zeitung verstreut unterzubringen. Hinzu kamen
- Onkel Franz/Prager Kinderzeitung: Die Kinderbeilage mit Geschichten und Gedichten für Kinder und vor allem von Kindern. Hier veröffentlichten selten große Autoren. Ausnahmen gab es natürlich, z. B. Geschichten von Else Ury u. einige Texte von Erich Kästner im Nachdruck. Lange Zeit erschien sie schon samstags.
- Schach: Die interessantesten Partien berühmter Schachspieler dieser Zeit wurden hier veröffentlicht. Zu den gestellten Problemen konnten Lösungsvorschläge eingereicht werden, die später kommentiert bzw. prämiert wurden.

Außerdem gab es später eine weitere sogenannte Unterhaltungsbeilage (ab Januar 1919 wieder voll intakt) mit folgenden Inhalten:
- Belletristik der Unterhaltungsbeilage: Zwei Zeitungsseiten galten ausschließlich der erzählenden Prosa und dem Gedicht. Zunächst hieß sie schlicht „Unterhaltungsbeilage“ und ab etwa 1928 „Der Sonntag“. Hier wurde auf Internationalismus Wert gelegt, oft findet sich neben dem Autor in Klammern seine Herkunftsstadt. Französische und russische Autoren wurden besonders häufig gedruckt, aber auch die weibliche Literatinnen aus Berlin.
- Der Büchertisch: Literaturkritiken, meist verfasst von renommierten Autoren, um 1926 verdrängt durch eigene Buchbeilage.
- Aus der Welt des Films: Rubrik der frühen zwanziger Jahre, später verdrängt durch eine eigenständige Filmbeilage. Filmkritiken und Schauspielerklatsch, selten von großen Journalisten, Artikel sind meist nur mit Kürzeln gezeichnet.
- Mode-Artikel: Zwei bis drei Berichte und Reflexionen zur Mode der Zeit, fast immer mit Zeichnungen. Verfasserin des Hauptartikels war während der 1920er Jahre meist Claire Patek, eine stilistisch schwache, aber in Modefragen äußerst versierte Wiener Journalistin.

## Das Prager Tagblatt als historische Quelle
Das Prager Tagblatt nimmt eine besondere Stellung ein. Ursprünglich mit der Aufgabe betraut, die Deutschböhmen bzw. Sudetendeutschen gleichwertig über die Tschechoslowakei, Deutschland und Österreich zu informieren, bietet es nicht nur einen Panoramablick auf alle drei Länder, sondern die Autoren greifen auch auf mehr Basisfakten als die Mitarbeiter anderer zeitgenössischer Blätter zurück, was das Verständnis für Zusammenhänge bei der heutigen Lektüre erleichtert. Außerdem konnte die Zeitung wegen ihres Standorts im liberalen Prag auch kritische Berichte drucken, ohne die Zensur der einzelnen Länder allzu sehr fürchten zu müssen.
Nicht zuletzt verfügte das Prager Tagblatt über exzellente Reporter; kaum eine andere deutschsprachige Zeitung war so nahe am Geschehen des Ersten Weltkriegs und konnte später nach 1933 noch lange unabhängig auf Deutsch über den Nationalsozialismus berichten. Hervorzuheben sind die Berichte von Wilhelm Scheuermann  von der Westfront ab 1914, die Deutschland-Reportagen von Eugen Szatmari aus den frühen 1920er Jahren und die vielen anonymen Stimmungsberichte von den Brennpunkten des Weltgeschehens seit den 1890er Jahren bis zum Ende der Zeitung 1938.

## Max Brod über das Prager Tagblatt
„Es war eine Irrlichter-Plantage. Jene großen Zeitungen in Paris etc. hielten auf Fassade. Im Prager Tagblatt lehnte man alles ab, was ans Fassadenhaft-Imposante oder Tierisch-Ernste (so nannte man es hier) auch nur von fern erinnerte. Das Prager Tagblatt wurde nach ganz anderm Prinzip redigiert. Es war ein europäisches Kuriosum, als solches in Berufskreisen und weit über sie hinaus bekannt. Eine Sehenswürdigkeit, die nirgends ihresgleichen hatte.[…] Es war ein ausgezeichnet informierendes, verlässlich gemachtes Blatt, gescheit und temperamentvoll, freiheitlich, ohne grade Sturmglocken zu läuten, farbig-interessant, in einigen Beiträgen von gutem literarischen Niveau und fast ohne Kitsch. Jeder, der daran mitarbeitete, setzte seinen Ehrgeiz daran, seine Sache möglichst perfekt zu leisten, knapp, ohne Phrasen, mit Einsatz aller Nerven. Aber dabei gab man sich den Anschein, als ob alles mühelos, nur wie zum Spaß vor sich ginge.“ (Aus Rebellische Herzen.)
Siehe auch die Neuausgabe unter dem Titel Prager Tagblatt. Roman einer Redaktion. Fischer, Berlin 1968:

## Mitarbeiter und oft gedruckte Autoren
Als im Jahr 1919 Ernst Feigl in die Redaktion eintrat und für die Zeitung insbesondere als Gerichtsreporter wirkte, arbeiteten neben dem Chefredakteur Sigmund Blau unter anderen der Theaterkritiker Ludwig Steiner, der Sportreporter Siegfried Raabe-Jenkins und der Redakteur Rudolf Keller.
Erich Auerbach (Fotograf), Hans Bauer, Benjamin M. Bloch, Alfred Döblin, Martin Feuchtwanger, Egon Friedell, Rudolf Fuchs, Stefan Großmann, Julius Gundling, Hans Habe, Arnold Hahn, Ferdinand Hardekopf, Jaroslav Hašek, Arnold Höllriegel, Elisabeth Janstein, Siegfried Jacobsohn, Franz Kafka, Theodor Lessing, Paul Leppin, Michal Mareš, Ferenc Molnár, Hans Natonek, Vítězslav Nezval, Leo Perutz, Karel Poláček, Heinrich Rauchberg, A. Walther Rittrich, Walther Rode, Alice Rühle-Gerstel, Paul Schlesinger, Walter Seidl, Gisela Selden-Goth, Hans Siemsen, Friedrich Torberg, Robert Walser, Oskar Wiener.

## Redaktionen, mit denen Artikel getauscht wurden
- Berliner Tageblatt
- Vossische Zeitung Berlin
- Weltbühne, vormals Schaubühne Berlin
- Das Tage-Buch Berlin
- Frankfurter Zeitung
- Neue Freie Presse Wien

## Trivia
Bereits 1913 erschien eine geradezu prophetische Kurzgeschichte von Gustav Hochstetter über die Mobiltelefonie. Ein Firmenchef soll auf ärztlichen Rat durch Wandern in Schweigsamkeit wieder Kraft tanken, da hört er in der Abgeschiedenheit der Berge plötzlich etwas aus seinem Rucksack – seine Frau ruft ihn an: „Ja, ja, Ludwig, da staunst du? Eine Menge Geld hat das Ding gekostet. Eine ganz neue Erfindung: das tragbare, drahtlose Telephon in Miniaturformat.“